# Тарасенково (Оржицкий район)
Тарасенково (укр. Тарасенкове) — село,
Золотухинский сельский совет,
Оржицкий район,
Полтавская область,
Украина.

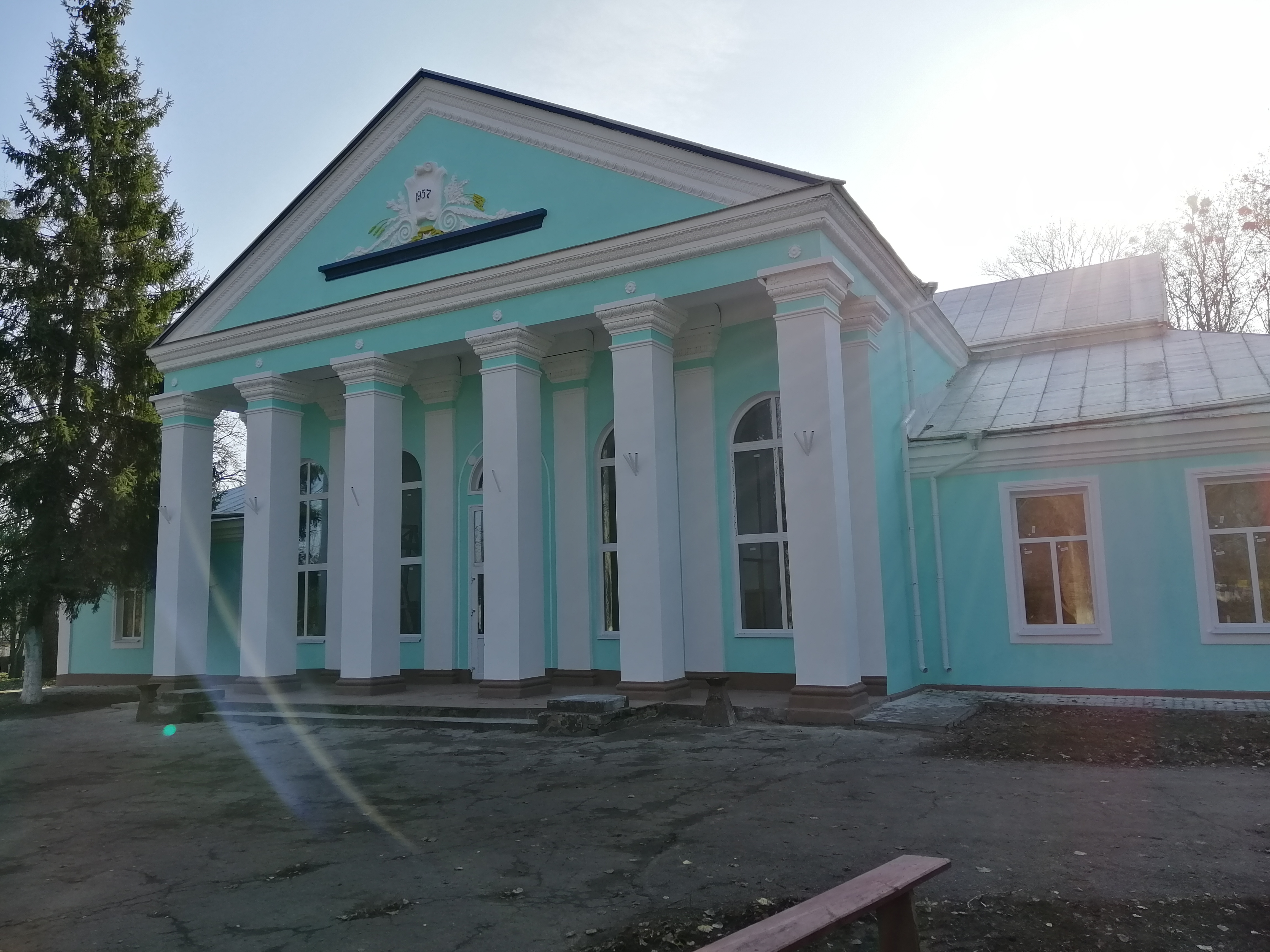
Дом культуры в с. Тарасенково

Код КОАТУУ — 5323681602. Население по переписи 2001 года составляло 640 человек.

## Географическое положение
Село Тарасенково находится в 3,5 км от села Райозеро.
По селу протекает пересыхающий ручей с запрудой.

## История
Село Тарасенково возникло объединением хуторов Тарасенков (С/Х имени Молотова) и Косинского после 1945 года к моменту образования семья Тарасенков была выслана как кулаки (совхозы создавались на безхозных землях)
Село указано на трехверстовке Полтавской области. Военно-топографическая карта.1869 года как хутор Тарасенков

## Экономика
- Свинотоварная ферма.
- «Оржицкая», агрофирма, ООО.

## Объекты социальной сферы
- Школа І—ІІ ст.
- Дом культуры.